# 三菱長崎造船所B形蒸気機関車
三菱長崎造船所B形蒸気機関車（みつびしながさきぞうせんじょBがたじょうききかんしゃ）は、1916年（大正5年）から翌1917年（大正6年）にかけて、三菱が長崎造船所で使用するために購入したタンク式蒸気機関車である。なお、この呼称は、形式や番号が付されていなかったこの機関車を呼称するため、便宜的に付したものである。

## 概要
三菱が長崎造船所で使用するために、アメリカのH.K.ポーター社から12両を輸入した軌間762mm(2ft6in)、車軸配置0-4-0(B)、運転整備重量10トンの2気筒単式の飽和式サイドタンク機関車である。製造番号は、1916年12月製が5869 - 5871（3両）、1917年1月製が5872 - 5880（9両）で、メーカーカタログにおける形式は、B-SSクラスである。
12両もまとまっていたものの、太平洋戦争終了までは軍事機密のヴェールの向こう側にあり、本形式に関する報告等は残されていない。戦後に鉄道ファンの江本広一が訪れた際には、この本形式はすべて廃棄された後であったという。また、1935年（昭和10年）には佐世保鉄道が本形式のスクラップを譲り受け、自社工場で1両を更新しあるいは複数を合成して、運転室を新製し、従軸を1軸追加するなどの改造を行って0-4-2(B1)形機関車20として竣功させており、さらに1936年（昭和11年）10月1日付けの佐世保鉄道の国有化により鉄道省籍となり、ケ702形（ケ702）と改番されている。この機関車は、主に皆瀬駅 - 相浦駅間の貨物列車牽引用として使用され、その後世知原線に移動した。1944年（昭和19年）4月の旧佐世保鉄道線（松浦線）全線改軌工事完了まで使用され、その後は佐々機関区に保管されていたが、1948年（昭和23年）5月に廃車された。

## 主要諸元
佐世保鉄道 20の諸元を記す。 
- 全長：6,355mm
- 全高：2,806mm
- 軌間：762mm
- 車軸配置：0-4-2(B1)
- 動輪直径：684mm
- 弁装置：スチーブンソン式アメリカ形
- シリンダー（直径×行程）：235mm[1]×356mm
- ボイラー圧力：12.0kg/cm2
- 火格子面積：0.68m2
- 全伝熱面積：25.8m2
- 機関車運転整備重量：12.0t
- 機関車動輪上重量（運転整備時）：10.5t
- 水タンク容量：1.60m3
- 燃料積載量：0.43t
- 機関車性能
  - シリンダ引張力：2,930kg
- ブレーキ方式：手ブレーキ

## 同系機
同系機としては、1919年（大正8年）製の2両（製造番号 6398, 6399）が、1927年（昭和2年）の全北軽便鉄道の国有化に伴い、朝鮮総督府鉄道に入っている。長崎造船所のものとは、サイド・タンクの長さが長い他、オーヴァハングがやや長いという差がある。原形の動輪直径はどちらも684mmであった。同鉄道での形式番号は、ナキニ形 11, 12であった。